# キャプテン・ビーフハート
キャプテン・ビーフハート（Captain Beefheart）ことドン・ヴァン・ヴリート（Don Van Vliet、1941年1月15日 - 2010年12月17日）は、アメリカ合衆国のシンガーソングライター、ミュージシャン、アーティスト、詩人、作曲家、プロデューサー、映画監督、画家。

## 概要
ヴァン・ヴリートは1964年、キャプテン・ビーフハート・アンド・ヒズ・マジック・バンド（Captain Beefheart and His Magic Band）を結成して、キャプテン・ビーフハートのステージ名でリーダー兼ボーカリストを務めた。キャプテン・ビーフハート・アンド・ヒズ・マジック・バンドは1970年以後はキャプテン・ビーフハート・アンド・ザ・マジック・バンド（Captain Beefheart and The Magic Band）と名乗り、1982年まで合計約18年間活動した。彼等は1960年代に始まったアメリカ西海岸のサイケデリック・ミュージック・シーンにおける最も重要なバンドの一つに挙げられ、イギリスや西ヨーロッパ諸国でも支持を得た。
1982年、彼は音楽界から退き、2010年に病没するまで画家ドン・ヴァン・ヴリートとして絵画の世界で活動した。

## 略歴

### 生い立ち
ヴァン・ヴリートは1941年1月15日、アメリカ合衆国カリフォルニア州グレンデールでヴリート家に生まれた。 出生名はドン・グレン・ヴリート（Don Glen Vliet）。
幼少期より美術工芸に才能を発揮し、地元のメディアに作品が取り上げられたこともあった。13歳の時には、16歳になってから3年間、ヨーロッパで美術工芸の勉強できる奨学金に合格したが、両親の反対などの理由で辞退した。
やがて一家はモハーヴェ砂漠の西端に位置するアンテロープ・バレーのランカスターに転居し、彼はアンテロープ・バレー・ハイ・スクールに入学した。1956年にサンディエゴから転校してきた同級生のフランク・ザッパと知り合った。彼等は、ザ・スパニエルズやジ・オーチッズなどのドゥーワップ・グループ、ライトニン・スリム、スリム・ハーポ、クラレンス・"ゲイトマウス"・ブラウン、ジョニー・"ギター"・ワトソン、マディ・ウォーターズ、ハウリン・ウルフなどのR&Bミュージシャンのレコード鑑賞を通じて親交を深めた。そしてザッパがギター、ヴァン・ヴリートがボーカルを担当して録音するようになった。

### ミュージシャンとしての活動
ハウリン・ウルフなどの影響下にある強烈な濁声を持ったブルース・シンガーとして頭角を現わす。1964年、キャプテン・ビーフハート・アンド・ヒズ・マジック・バンドを結成。この頃、名字をヴリートからヴァン・ヴリートに変えた。キャプテン・ビーフハートというステージ名は、ザッパと共同で制作していた映画に基づいて生まれた。
キャプテン・ビーフハート・アンド・ヒズ・マジック・バンドは1965年にA&Mレコードと契約を結び、プロデューサーにデヴィッド・ゲイツを迎えて、1966年4月にデビュー・シングル『ディディ・ワ・ディディ』、同年6月に2作目のシングル『ムーンチャイルド』 を発表した。彼等は1967年にブッダ・レコードから『セイフ・アズ・ミルク』でアルバム・デビュー。メンバーにはライ・クーダーがいた。彼等は1968年にブルー・サム・レコードに移籍してセカンド・アルバムを制作したが、その発表を待たずにザッパが設立したストレイト・レコードに移籍した。まもなくブルー・サム・レコードからセカンド・アルバム『ストリクトリー・パーソナル』が発表されたが、ブルージーな『セイフ・アズ・ミルク』とは対照的に、サイケデリックな音響効果が加えられていた。これはブルー・サム・レコードの設立者でもあったプロデューサーのボブ・クラスナウが無断で行なったもので、彼を激怒させた。
ヴァン・ヴリートはストレイト・レコードの自由な環境下で新曲を作り、キャプテン・ビーフハート・アンド・ヒズ・マジック・バンドは新メンバーを交えて集団生活を送りながら、半年以上をリハーサルに明け暮れた。ザッパをプロデューサーに迎えて1969年に発表した2枚組のサード・アルバム『トラウト・マスク・レプリカ』は、ブルースを基本としつつフリー・ジャズ、民族音楽のポリリズム、現代音楽の不協和音などの要素をふんだんに盛り込んだ作品で、当時の音楽シーンに衝撃を与えた。
1970年には、『トラウト・マスク・レプリカ』の延長線上にある次作『リック・マイ・デカルズ・オフ、ベイビー』を自分のプロデューシングで制作して、キャプテン・ビーフハート・アンド・ザ・マジック・バンド名義で発表した。その後、メンバーの入れ替わりとレコード会社やマネージメントの変更が重なって混乱が生じ、彼は1974年に音楽活動を停止したが、1975年のザッパとの活動を契機にキャプテン・ビーフハート・アンド・ザ・マジック・バンドのライブ活動を再開し、1978年から1982年まで再び意欲的な作品を発表した。
これらの活動を通じて、1970年代のパンク、ポストパンク、ニュー・ウェイヴの世代に大きな影響を与えた。トム・ウェイツはキャプテン・ビーフハート・アンド・ザ・マジック・バンドから大きな影響を受けたのみならず、ヴァン・ヴリートが2010年に病没するまで彼との接触を保った数少ない人物の一人である。
音楽活動の末期にあたる1982年10月には、NBCの人気番組『レイト・ナイト・ウィズ・デヴィッド・レターマン』に単独出演した。
ソロ活動は少なく、ザッパやザ・チューブスとの活動程度だった。1969年にザッパの2作目のソロ・アルバム『ホット・ラッツ』に客演。キャプテン・ビーフハート・アンド・ザ・マジック・バンドが解散状態にあった1975年には、フランク・ザッパ・アンド・ザ・マザーズ・オブ・インヴェンションの『ワン・サイズ・フィッツ・オール』に変名を用いて客演し、さらに彼等の国内ツアーに参加してライブ・アルバム『ボンゴ・フューリー』をザッパ／ビーフハート／マザーズの名義で発表した。ヴァン・ヴリートの音楽とザッパの音楽は明らかに異なり、極めて個性的な両者の人間関係は緊張を孕んでいた。

### 画家としての活動
1971年に発表したキャプテン・ビーフハート名義のアルバム『ザ・スポットライト・キッド』の裏面ジャケットに、キャプテン・ビーフハート・アンド・ザ・マジック・バンドのメンバーを描いた作品を掲載した。
1972年4月4日から22日まで、リヴァプールのブルーコート・ギャラリーで、キャプテン・ビーフハート名義で初の個展を開いて好評を得た。
1982年以後、音楽界から退き、夫人とモハーヴェ砂漠で隠遁生活を送りながら、画家としての活動に専念した。ニューヨーク、ロンドン、ケルンなどで、個展やグループ展を開いた。

### 病没
2010年12月17日、多発性硬化症とその合併症により、カリフォルニア州アルカータの病院で死去。69歳没。

## ディスコグラフィ

### キャプテン・ビーフハート

#### オリジナル・アルバム
- ボンゴ・フューリー　Bongo Fury（1975年）[注釈 8]

#### 客演
- ホット・ラッツ　Hot Rats（Bizarre/Reprise、1970年）[注釈 9]
- ワン・サイズ・フィッツ・オール　One Size Fits All（DiscReet、1975年）[注釈 10]
- ズート・アリュアーズ　Zoot Allures（Warner Brothers、1976年）[注釈 11]
- ナウ　Now（A&M、1977年）[注釈 12][32]
- Blue Collar (Music From The Original Motion Picture Score)（MCA、1978年）[注釈 13][33][34][35]

#### 編集アルバム
- You Can't Do That on Stage Anymore, Vol. 4（Rykodisc、1991年）[注釈 14][36]
- ロスト・エピソード　The Lost Episodes（Rykodisc、1996年）[注釈 15][37]
- ミステリー・ディスク　The Mystery Disc（Rykodisc、1998年）[注釈 16][38]

## 画集
- Van Vliet, Don (1987). Skeleton Breath, Scorpion Blush. Zürich: Verlag Gachnang & Springer. ISBN 3-906127-15-X